# Záchlumí (district de Tachov)
Pour les articles homonymes, voir Záchlumí.
Záchlumí (en allemand : Eisenhüttel) est une commune du district de Tachov, dans la région de Plzeň, en République tchèque. Sa population s'élevait à 419 habitants en 2022.

## Géographie
Záchlumí se trouve à 6 km au nord-ouest de Stříbro, à 24 km à l'est de Tachov, à 31 km à l'ouest-nord-ouest de Plzeň et à 110 km à l'ouest-sud-ouest de Prague.
La commune est limitée par Horní Kozolupy et Cebiv au nord, par Kšice à l'est, par Stříbro au sud, et par Černošín à l'ouest.

## Histoire
La première mention écrite de la localité date de 1359.

## Galerie

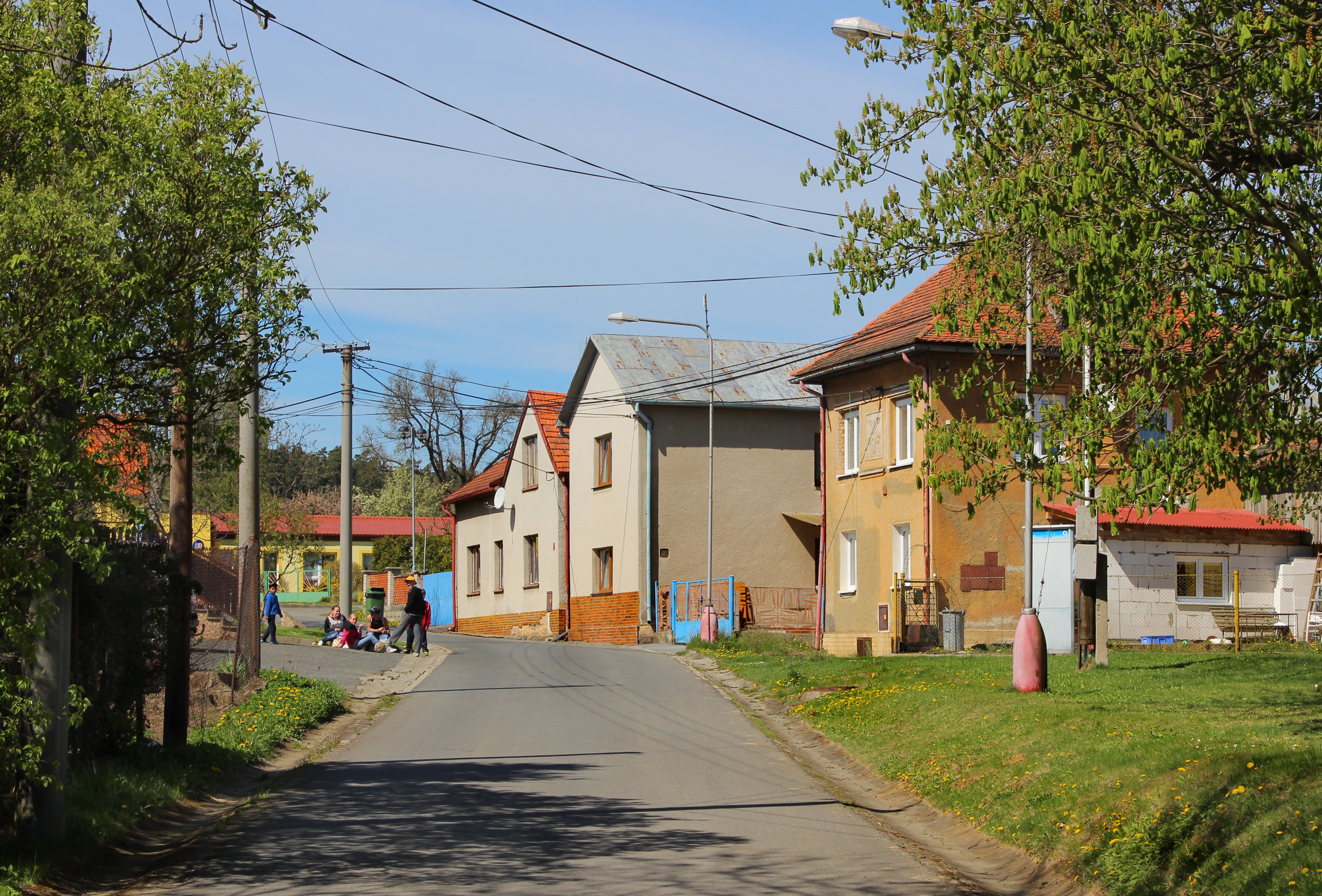
Centre de Záchlumí.
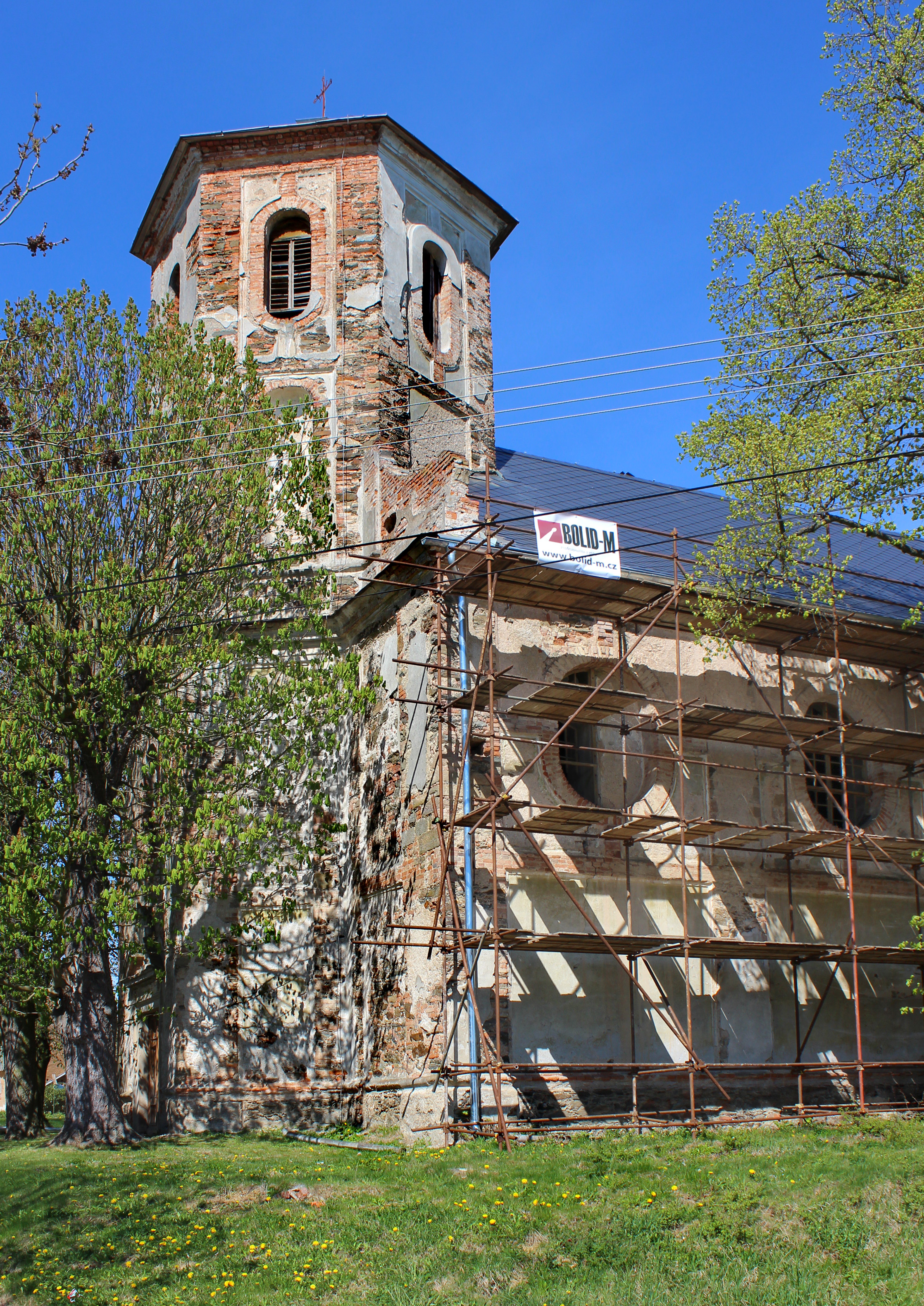
Église de la Nativité de la Vierge Marie.
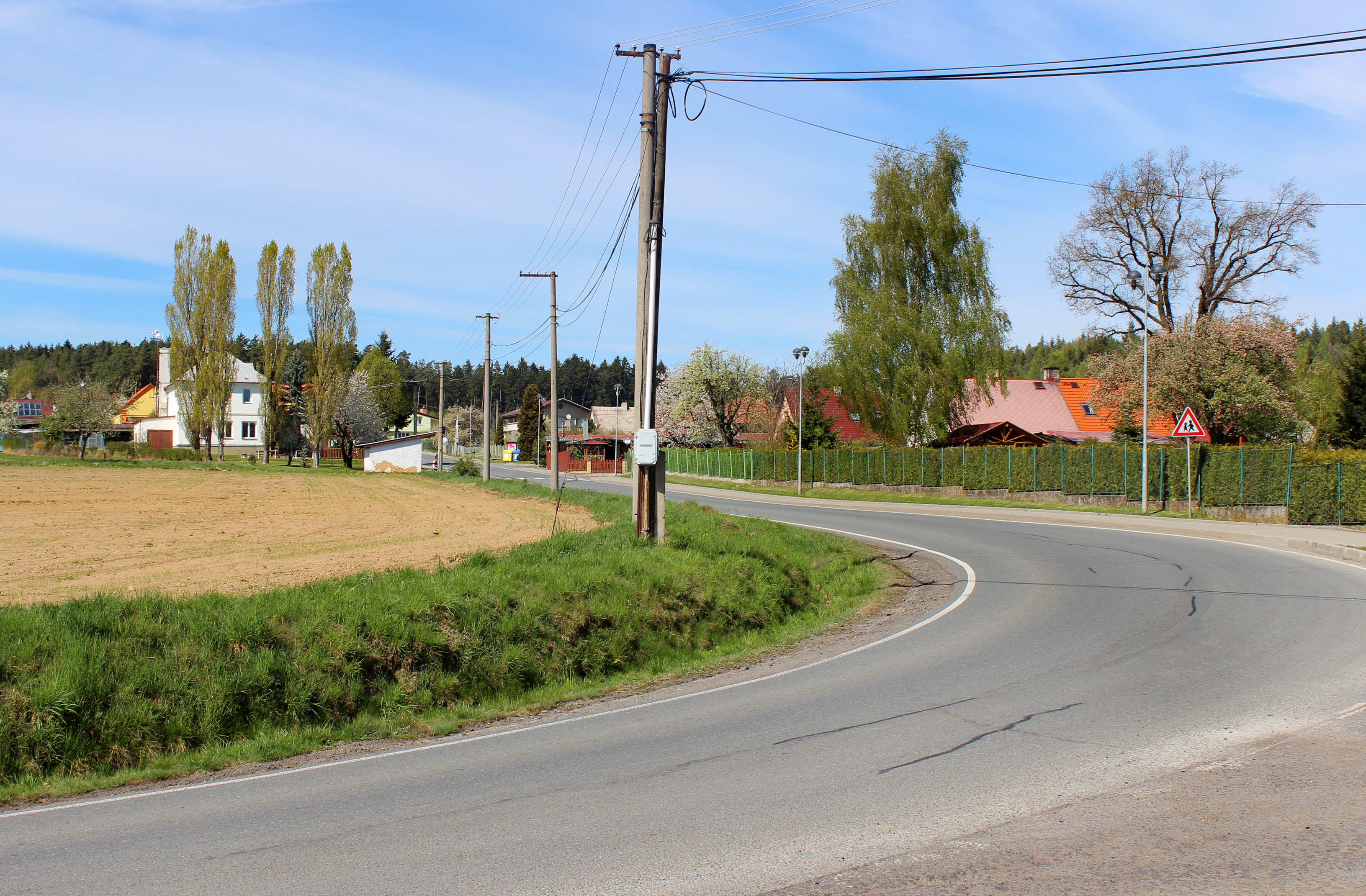
Záchlumí : route 202.

## Transports
Par la route, Záchlumí se trouve à 7 km de Stříbro, à 33 km de Tachov, à 44 km de Plzeň et à 139 km de Prague. 